# 徳川町 (太田市)
徳川町（とくがわちょう）は、群馬県太田市にある地名（町丁）。郵便番号は370-0425。

## 概要
尾島地区にある町丁。

## 地理
南部に利根川が流れており、埼玉県と接している。

### 近隣町丁
- 世良田町
- 大館町
- 出塚町

## 世帯数と人口
2022年（令和4年）3月31日現在の世帯数と人口は以下の通りである。
| 町丁   | 世帯数 | 人口  |
| ------ | ------ | ----- |
| 徳川町 | 75世帯 | 202人 |

## 交通

### 鉄道
町内に鉄道は通っていない。

### 道路
- 群馬県道298号平塚亀岡線

## 施設
- 徳川東照宮
- 縁切寺満徳寺
  - 太田市立縁切寺満徳寺資料館